# Prima Intifada
Prima Intifada sau Prima Intifada palestiniană (cunoscută mai simplu ca intifada sau intifadah) a fost o revoltă palestiniană împotriva ocupației israeliene a Cisiordaniei și Fâșiei Gaza. Revolta a durat din decembrie 1987 și până la Conferința de la Madrid din 1991, deși există opinii că s-a încheiat de fapt în  1993, odată cu semnarea Acordurilor de la Oslo.
Revolta a început pe 9 decembrie, în tabăra de refugiați Jabalia, după ce un camion al armatei israeliene a lovit un automobil civil, ucigând patru palestinieni. În urma incidentului a apărut o mișcare de protest implicând o dublă strategie, de rezistență și nesupunere civică, constând în greve generale, boicoturi ale instituțiilor administrației civile israeliene din Fâșia Gaza și din Cisiordania, un boicot economic constând în refuzul de a lucra în coloniile israeliene, refuzul de a plăti impozite, refuzul de a conduce autoturisme palestiniene cu numere de înmatriculare israeliene, graffiti, ridicarea de baricade, și aruncarea pe scară largă cu pietre și cocktailuri Molotov înspre militarii israelieni și infrastructura militară israeliană din Cisiordania și Fâșia Gaza.
Israelul a desfășurat 80.000 de militari care au primit permisiunea de a face uz de muniție de război, lucru care a dus la uciderea unui număr mare de palestinieni. În primele 13 luni, 332 de palestinieni și 12 israelieni au murit. Ținând cont de proporția mare de copii, tineri și civili palestinieni uciși, Israelul a adoptat apoi o politică de „superioritate, putere și bătăi”, și anume „ruperea oaselor palestinienilor”. Difuzarea la scară globală a imaginilor cu soldați evrei bătând cu răngile adolescenți a dus ulterior la adoptarea unor metode precum tiruri cu gloanțe din plastic semi-letale. În primul an de Intifada, forțele de securitate israeliene au ucis 311 palestinieni, din care 53 sub vârsta de 17 ani. De-a lungul primilor doi ani, conform organizației Save the Children, circa 7% dintre palestinienii cu vârste de până la 18 ani suferiseră răni în urma împușcăturilor, bătăilor sau gazelor lacrimogene. În cei șase ani de Intifada armata israeliană a ucis aproximativ 1.162–1.204 de palestinieni. Numai în primii doi ani, între 23.600–29.900 de copii palestinieni au avut nevoie de îngrijiri medicale în urma bătăilor primite de la militarii israelieni.
În rândul israelienilor, 100 de civili și 60 de membri ai armatei au fost uciși, adesea de către militanți aflați în afara controlului Comandamentului Unificat al Intifadei, și peste 1.400 de civili israelieni și 1.700 de soldați au fost răniți.
Violența intra-palestiniană a fost și ea o componentă proeminentă a Intifadei, marcată de execuția sumară, între 1988 și aprilie 1994, a unui număr estimat de 822 palestinieni, uciși sub suspiciunea de colaboraționism cu Israelul. S-a raportat că la acea vreme Israelul obținuse informații de la circa 18.000 de palestinieni care fuseseră compromiși, deși mai puțin de jumătate dintre ei au avut vreun contact dovedit cu autoritățile israeliene.
O nouă Intifada, cea de-a doua, s-a desfășurat între septembrie 2000 și 2005.

## Cauze generale
Conform lui Mubarak Awad, psiholog american de origine palestiniană, Intifada a fost un protest împotriva represiunilor israeliene care includeau „bătăi, împușcături, ucideri, demolări de locuințe, smulgerea din rădăcină a pomilor, deportări, încarcerări îndelungate și detenții fără judecată”. După capturarea de către Israel a Cisiordaniei, Ierusalimului, Peninsulei Sinai și Fâșiei Gaza de la Iordania și Egipt, în urma Războiului de Șase Zile din 1967, frustrarea a crescut în rândul palestinienilor din teritoriile ocupate. Israelul și-a deschis piața muncii pentru palestinienii din aceste teritorii, însă în special pentru munci necalificate sau semi-calificate pe care israelienii nu doreau să le facă. În momentul începerii Intifadei, peste 40 de procente din forța de muncă palestiniană lucra zilnic în Israel. În plus, confiscările terenurilor palestiniene de către Israel, rata crescută a natalității în Cisiordania și Fâșia Gaza și alocarea limitată a terenului pentru noi locuințe sau agricultură au creat o situație caracterizată de o mare densitate a populației și de un șomaj crescut, inclusiv pentru persoanele cu diplome universitare. În perioada Intifadei, doar unul din opt absolvenți de facultate palestinieni putea găsi o slujbă pe măsura calificării lui. Acest lucru, cuplat cu extinderea sistemului universitar palestinian pentru a include și persoane din taberele de refugiați, din sate și din micile orașe, a generat o nouă elită palestiniană, provenită din straturi sociale mai joase, care a devenit mai activă și mai conflictuală față de Israel.
În august 1985, Partidul Muncii, condus de Yitzhak Rabin, pe atunci ministru al Apărării, a adăugat și deportările la politica israeliană de tip „pumn de fier” împotriva naționalismului palestinian. Această măsură, care a condus la 50 de valuri deportări în următorii patru ani, a fost însoțită de integrarea economică și sporirea colonizării israeliene, astfel încât numărul coloniștilor evrei numai în Cisiordania aproape s-a dublat, de la 35.000 în 1984 la 64.000 în 1988, atingând 130.000 la jumătatea anilor 1990. Referindu-se la această evoluție, ministrul israelian al Economiei și Finanțelor, Gad Yaacobi, a declarat că „un proces îngrijorător de anexare de facto” a contribuit la creșterea militantismului în societatea palestiniană.
În timpul anilor 1980, unii politicieni din principalele partide israeliene au început să vorbească despre politici de transferare a populației palestiniene în afara teritoriilor, inducând teama în rândul palestinienilor că Israelul plănuiește să îi expulzeze. Declarații publice chemând la transferul populației palestiniene au fost făcute de adjunctul ministrului Apărării, Michael Dekel, de ministrul fără portofoliu Mordechai Tzipori și de ministrul Yosef Shapira, printre alții. Descriind motivele Intifadei, Benny Morris se referă la „omniprezentul sentiment de umilire” cauzat de ocupația prelungită care, mai spune el, a fost „întotdeauna o experiență brutală și înspăimântătoare pentru cei ocupați” și a fost „fondată pe forță brută, represiune și teamă, colaboraționism și trădare, bătăi și camere de tortură și intimidări zilnice, umilire și manipulare”.

### Context
În timp ce motivul imediat a Primei Intifade este considerat în general incidentul în care un camion militar israelian a fost implicat într-un accident soldat cu moartea unor palestinieni la punctul de trecere a frontierei Erez, în decembrie 1987, autorul palestinian Mazin Qumsiyeh susține, contrazicând opinia istoricului american Donald Neff, că Intifada a început cu multiple demonstrații ale tineretului palestinian la începutul lunii decembrie. Unele surse consideră că încercarea armatei israeliene de la sfârșitul lunii noiembrie 1987, percepută ca un eșec, de a opri o operațiune palestiniană de gherilă, Noaptea deltaplanelor, în care șase soldați israelieni au fost uciși, a ajutat la catalizarea revoltei printre localnicii palestinieni.
Demonstrații de masă avuseseră loc și cu un an mai devreme când, după ce doi studenți originari din Gaza ai Universității Birzeit fuseseră uciși în campus, pe 4 decembrie 1986, de către soldații israelieni, statul evreu a răspuns cu măsuri punitive dure, implicând arestarea sumară, detenția și bătăi sistematice asupra unor tineri palestinieni încătușați, foști prizonieri și activiști, din care 250 fuseseră deținuți în patru celule din interiorul unei foste tabere militare convertite în închisoare, cunoscută popular ca Ansar 11 și situată la periferia orașului Gaza. În ianuarie 1987 a fost introdusă și o politică de deportare pentru a îi intimida pe activiști. Violențe au fost aproape să explodeze după ce un elev din Khan Yunis a fost împușcat mortal de soldații israelieni care îl urmăreau într-un Jeep. În aceeași vară, locotenentul israelian Ron Tal, responsabil pentru paza deținuților de la Ansar 11, a fost împușcat mortal din apropiere în timp ce era blocat într-un ambuteiaj în Gaza. Un ordin care le interzicea palestinienilor din Gaza să-și părăsească locuințele a fost impus timp de trei zile chiar în timpul sărbătorii musulmane Eid al-Adha. În două incidente separate, din 1 și 6 octombrie 1987, militari israelieni au efectuat ambuscade și au ucis șapte bărbați din Gaza, presupuși afiliați ai Jihadului Islamic, care scăpaseră dintr-o închisoare în luna mai. Câteva zile mai târziu, o elevă de 17 ani, Intisar al-'Attar, a fost împușcată în spate, în curtea școlii din Deir al-Balah, de un colonist evreu din Fâșia Gaza. Summit-ul arab de la Amman, din noiembrie 1987, s-a concentrat pe războiul dintre Iran și Irak, iar problema palestiniană a fost expediată la final pentru prima dată după ani de zile.

## Conducere și scopuri
Intifada nu a fost inițiată de o singură persoană sau o singură organizație. Conducerea locală a provenit de la grupări și organizații afiliate OEP care operau în Teritoriile palestiniene ocupate: Fatah, Frontul Popular, Frontul Democratic și Partidul Poporului Palestinian. Rivalii OEP în această activitate erau grupările islamiste Hamas și Jihadul Islamic, precum și conducerea locală a unor orașe ca Beit Sahour și Betleem. Totuși, revolta a fost dirijată predominant de consilii locale conduse de Hanan Ashrawi, Faisal Husseini și Haidar Abdel-Shafi, care promovau rețele de educație independente (școli secrete, deoarece școlile legale erau închise de armata israeliană drept represalii pentru revoltă), asistență medicală și alocații de hrană. Comandamentul Național Unificat al Intifadei și-a câștigat credibilitatea în locurile în care societatea palestiniană a respectat comunicatele emise de acesta. A existat o hotărâre colectivă privind abținerea de la violența letală, o schimbare notabilă față de practicile trecute, care, după Aryeh Shalev, s-a ivit din calculul că recurgerea la arme ar determina Israelul să provoace o baie de sânge și ar submina sprijinul pe care revolta l-ar avea în cercurile israeliene liberale. OEP și președintele său, Yasser Arafat, au hotărât de asemenea să folosească o strategie fără arme, în speranța că negocierile de la acea vreme vor duce la un acord cu Israelul. Pearlman atribuie caracterul nonviolent al revoltei organizării interne a mișcării și legăturilor capilare cu comitetele de cartier, care au creat siguranța că răzbunările letale nu vor fi folosite ca răspuns nici în fața represiunii statului israelian. Hamas și Jihadul Islamic au cooperat la început cu conducerea Intifadei și de-a lungul primului an de revolte nu au comis atacuri armate, cu excepția înjunghierii unui soldat evreu, în octombrie 1988, și a detonării a două bombe pe marginea unui drum, detonare care nu a avut nici un impact.
Fluturașii care făceau cunoscute scopurile insurecției populare cereau completa retragere a Israelului din teritoriile pe care le ocupase în 1967, ridicarea interdicțiilor de circulație și desființarea punctelor de control. Ele mai făceau apel la palestinieni să se alăture rezistenței civice, cerându-le în același timp să nu folosească armele, deoarece rezistența militară n-ar face altceva decât să atragă represalii israeliene devastatoare. Nu în ultimul rând, fluturașii chemau la înființarea unui stat palestinian în Cisiordania și Fâșia Gaza, abandonând apelurile retorice obișnuite, încă actuale la acea dată, la „eliberarea” întregii Palestine.

## Intifada

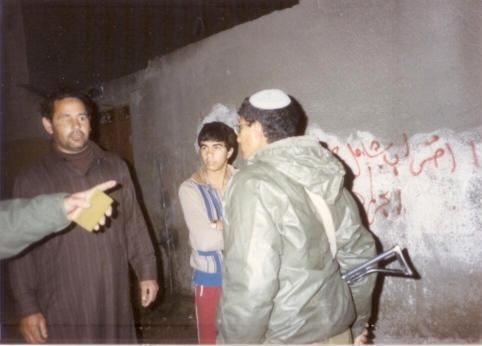
Soldat israelian solicitând unui locuitor din Jabalia să șteargă un slogan de pe un zid în timpul primei Inifade.

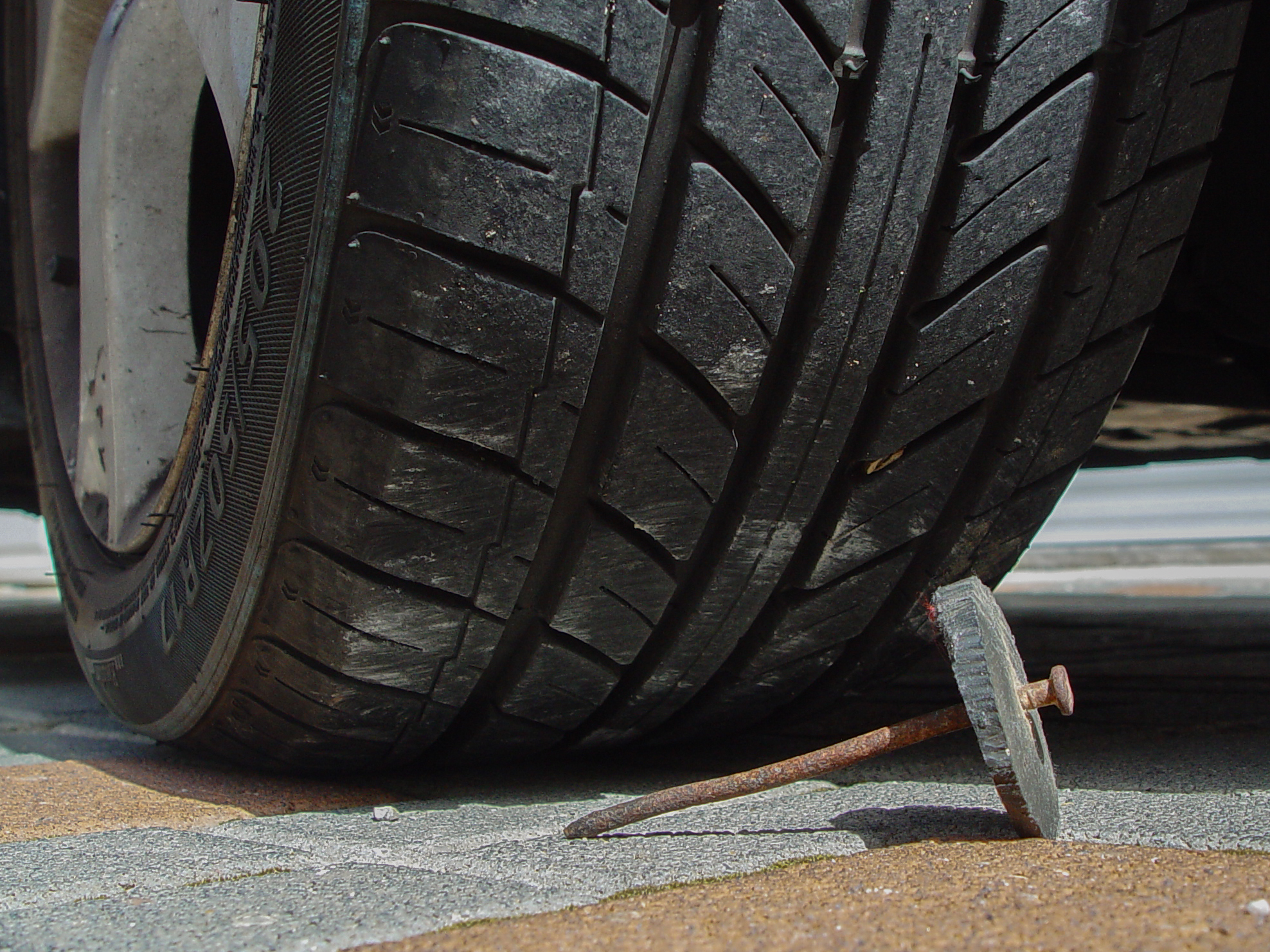
Dispozitiv improvizat de înțepare a pneurilor (în argou, „Ninja”) alcătuit dintr-un cui înfipt într-un disc din cauciuc. Palestinienii le împrăștiau în timpul primei Intifade pe drumurile principale din teritoriile ocupate ale Cisiordaniei.

Ocupația israeliană a teritoriilor palestiniene a provocat ocazional acte spontane de rezistență, dar administrația militară, aplicând o politică dură de deportări, demolări ale locuințelor, pedepse colective, interdicții de circulație și suprimare a instituțiilor politice, era sigură că rezistența palestiniană nu mai are suflu. Predicția că revoltele vor sucomba curând s-a dovedit greșită.
Pe 8 decembrie 1987, la punctul de trecere a frontierei de la Erez, un camion israelian transportor de tancuri a intrat într-o coloană de mașini conduse de palestinieni care se întorceau de la muncă, din Israel. Patru dintre ei, din care trei locuiau în tabăra de refugiați Jabalia, cea mai mare din cele opt din Fâșia Gaza, au fost uciși, iar alți șapte răniți grav. Accidentul s-a petrecut sub ochii a sute de palestinieni care se întorceau acasă. Funeraliile, la care au participat circa 10.000 de persoane din tabăra de refugiați, s-au transformat rapid într-o masivă demonstrație. În tabăra Jabalia s-au împrăștiat imediat zvonuri că accidentul ar fi fost de fapt un act intenționat de răzbunare față de înjunghierea unui om de afaceri israelian, ucis în Gaza în timp ce își făcea cumpărăturile, cu două zile mai devreme. Ziua următoare, după aruncarea unui cocktail Molotov către o mașină israeliană de patrulare, forțele israeliene, deschizând focul cu muniție de război și canistre cu gaze lacrimogene înspre mulțimile furioase, au împușcat mortal un palestinian și au rănit alți 16.
Pe 9 decembrie, câțiva lideri populari și profesionali palestinieni au ținut o conferință de presă în Ierusalimul de Vest împreună cu Liga pentru drepturile omului și drepturi civile din Israel, ca răspuns la deteriorarea situației. În timp ce ei erau adunați, au sosit rapoarte că în tabăra Jabalia erau în curs demonstrații de protest și că o tânără de 17 ani a fost împușcată mortal, după ce a aruncat un cocktail Molotov către soldații israelieni. Ea a devenit ulterior cunoscută ca prima martiră a Intifadei. Protestele s-au răspândit rapid în Cisiordania și Ierusalimul de Est. Tinerii au preluat controlul cartierelor, au blocat accesul în taberele de refugiați cu baricade din deșeuri, pietre și cauciucuri incendiate și i-au întâmpinat cu cocktailuri Molotov pe soldații care îndrăzneau să se aventureze înăuntru. Comercianții palestinieni și-au închis magazinele, iar muncitorii au refuzat să se întoarcă la muncă în Israel. Israelul a declarat aceste mișcări de protest drept „răzmerițe” și a justificat represiunea drept o necesitate pentru a restabili „legea și ordinea”. În câteva zile, teritoriile ocupate au fost cuprinse de un val de demonstrații și de greve comerciale la o scară fără precedent. Au fost vizate de atacuri elemente specifice ale ocupației: vehicule militare, autobuze israeliene și bănci israeliene. În acestă perioadă de început a revoltelor niciuna din zecile de colonii israeliene nu a fost atacată și n-au existat victime israeliene în urma aruncării cu pietre spre mașini. Tot fără precedent a fost și gradul de participare în masă la aceste acțiuni: zeci de mii de civili, incluzând femei și copii. Forțele de securitate israeliene au folosit întreaga panoplie de măsuri de control al mulțimilor pentru a încerca să potolească protestele: bastoane de cauciuc, bastoane din policarbonat, gaze lacrimogene, tunuri cu apă, gloanțe de cauciuc și muniție de război. Însă protestele doar au crescut în intensitate.
Curând, aruncarea cu pietre, blocarea drumurilor și arderea cauciucurilor s-au răspândit peste tot în teritoriile palestiniene. Pe 12 decembrie, șase palestinieni au murit, iar alți 30 au fost răniți în violențe. Ziua următoare, protestatarii au aruncat un cocktail Molotov spre consulatul Statelor Unite din Ierusalimul de Est, dar nimeni nu a fost rănit.
Răspunsul israelian la revolta palestiniană a fost foarte dur. Armata israeliană a ucis mulți palestinieni la începutul Intifadei, majoritatea în timpul demonstrațiilor și protestelor. Deoarece inițial o mare proporție a celor uciși erau civili și tineri, Yitzhak Rabin a dat înapoi și a adoptat o politică de „superioritate, putere și bătăi”. Israelul a dispus arestări în masă, s-a angajat în pedepse colective precum închiderea universităților din Cisiordania în majoritatea timpului în care s-a desfășurat Intifada și a școlilor din Cisiordania timp de 12 luni. Au fost impuse interdicții de circulație sistematice de peste 1600 de ori numai în primul an al revoltei. Comunităților li s-a tăiat accesul la sursele de apă, electricitate și carburanți. În fiecare moment, circa 25.000 de palestinieni aveau interdicție de a ieși din case. Au fost scoși din rădăcini pomi de pe terenurile palestinienilor, iar acestora li s-a interzis să-și vândă produsele agricole. În primul an, casele a peste 1.000 de palestinieni au fost ori demolate, ori accesul la ele blocat. Coloniștii evrei s-au implicat și ei în atacuri personale împotriva palestinienilor. Împotriva refuzului palestinienilor de a-și plăti taxele către autoritățile israeliene s-a trecut la confiscarea proprietăților și licențelor, la taxe pentru mașinile noi și la amenzi mari pentru familiile ale căror membri au fost identificați de autorități că ar fi aruncat cu pietre.

### Victime
În primul an și doar în Fâșia Gaza, 142 de palestinieni au fost uciși, în timp ce nici un israelian nu a murit. 77 dintre palestinieni au fost împușcați mortal, 35 au murit din cauza inhalării gazelor lacrimogene, iar 17 au murit ca urmare a bătăilor la care au fost supuși de poliția și militarii israelieni.
De-a lungul întregii perioade de șase ani a Intifadei, armata israeliană a ucis circa 1.162-1.204 (după alte surse 1.284) palestinieni, din care 241 (după alte surse 332) erau copii. Între 57.000 și 120.000 au fost arestați, 481 au fost deportați, în timp ce casele a 2.532 de palestinieni au fost rase de pe fața pământului. Între decembrie 1987 și iunie 1991, 120.000 de palestinieni au fost răniți, 15.000 arestați și casele a 1.882 au fost demolate. Un calcul făcut de jurnaliști a arătat că doar în Fâșia Gaza, între 1988 și 1993, circa 60.706 de palestinieni au suferit plăgi împușcate, răni de la bătăi sau intoxicări cu gaz lacrimogen. Numai în primele cinci săptămâni, 35 de palestinieni au fost uciși și circa 1.200 răniți, o rată a victimelor care nu a făcut altceva decât să provoace și mai mulți palestinieni să ia parte la revolte. Organizația neguvernamentală israeliană B'Tselem a documentat un număr de 179 de israelieni uciși, în timp ce statisticile oficiale israeliene  consemnau un total de 200 de victime în aceeași perioadă. 3.100 de israelieni, din care 1.700 soldați și 1.400 civili, au suferit răni.
În 1990, în închisoarea Ktzi'ot din Negev se afla încarcerat fiecare al 50-lea bărbat palestinian cu vârsta de peste 16 ani din Gaza sau Cisiordania. Politicianul britanic laburist Gerald Kaufman a remarcat că: „[P]rietenii, dar și dușmanii Israelului au fost șocați și îndurerați de răspunsul acestei țări la tulburări”. Într-un articol din „London Review of Books”, John Mearsheimer și Stephen Walt au afirmat că soldaților israelieni le-au fost date bastoane și au fost încurajați să rupă oasele protestatarilor palestinieni. Filiala suedeză a organizației Save the Children a estimat că „între 23.600 și 29.900 de copii au necesitat tratament medical pentru rănile cauzate de bătăi în primii doi ani ai Intifadei”, o treime dintre ei fiind copii cu vârstele sub 10 ani.
Israelul a adoptat o politică de arestare a reprezentanților cheie ai instituțiilor palestiniene. După ce avocații din Gaza au intrat în grevă pentru a protesta față de imposibilitatea de a-și vizita clienții încarcerați, Israelul l-a arestat timp de șase luni, fără nici un fel de proces, pe adjunctul organizației avocaților. Dr. Zakariya al-Agha, președintele Asociației Medicilor din Gaza, a fost și el arestat și deținut în aceeași manieră și pentru o perioadă similară de timp, iar arestări s-au produs și în rândul femeilor active din Comitetele de Lucru ale Femeilor. În perioada Ramadanului, numeroase tabere de refugiați din Fâșia Gaza au fost plasate sub interdicții de circulație timp de câteva săptămâni, împiedicându-i pe locuitori să cumpere alimente, iar taberele de refugiați Al-Shati, Jabalya și Bureij au fost supuse unui bombardament în exces cu gaze lacrimogene. În primul an de Intifada, numărul total al deceselor din aceste tabere ca urmare a acestui tip de bombardament s-a ridicat la 16.

### Violența intracomunitară
Între 1988 și 1992, violența intracomunitară palestiniană a dus la moartea a circa 1.000 de persoane. În iunie 1990, conform lui Benny Morris, „Intifada părea să-și fi pierdut direcția. Un simptom al frustrării OEP a constat în creșterea bruscă a numărului suspecților de colaborare uciși”. Se consideră că în jur de 18.000 de palestinieni racolați de serviciile secrete israeliene au furnizat informații celeilalte tabere. Colaboratorii erau amenințați de grupările palestiniene cu moartea sau cu ostracizarea dacă nu renunțau, iar în cazul în care continuau să colaboreze erau executați de trupe speciale precum „Panterele negre” sau „Vulturii roșii”. Între 771 (conform Associated Press) și 942 de palestinieni (conform armatei israeliene) au fost executați în toată perioada Intifadei sub suspiciunea de colaborare.

## Alte evenimente notabile
Pe 16 aprilie 1988, un lider al OEP, Khalil al-Wazir, pseudonim de luptă „Abu Jihad” sau „Părintele luptei”, a fost asasinat la Tunis de o echipă israeliană de comando. Israelul a afirmat că Al-Wazir era '„principalul organizator” de la distanță al revoltei', considerând probabil că moartea lui va îngenunchea Intifada. În timpul demonstrațiilor de masă și procesiunilor religioase care au urmat în Gaza, două din principalele moschei din Fâșia Gaza au fost luate cu asalt de armata israeliană, iar credincioșii au fost bătuți și atacați cu gaze lacrimogene. În total, între 11 și 15 palestinieni au fost uciși în timpul demonstrațiilor și revoltelor din Gaza și Cisiordania care au urmat asasinării lui Al-Wazir. În luna iunie a aceluiași an, Liga Arabă a decis, la summitul din 1988 al organizației, să sprijine financiar Intifada. Liga Arabă și-a reafirmat sprijinul financiar și la summitul din 1989.
Răspunsul ministrului israelian al Apărării, Yitzhak Rabin, a fost: „Îi vom învăța că există un preț pentru refuzarea legilor Israelului”. Când arestările nu au reușit să-i oprească pe activiști, Israelul a înnăbușit boicotul impunând amenzi grele, confiscând și distrugând echipamente, mobilier și a bunuri din magazinele locale, fabricile și locuințele palestiniene.
Pe 8 octombrie 1990, 22 de palestinieni au fost uciși de poliția israeliană în timpul protestelor de la Muntele Templului. Represiunea a determinat palestinienii să adopte tehnici mai letale, trei civili și un soldat israelian fiind înjunghiați în Ierusalim și Gaza două săptămâni mai târziu. Astfel de incidente implicând înjunghieri au continuat. Aparatul israelian de securitate a desfășurat politici contradictorii și controversate, considerate a fi afectat inclusiv propriile interese ale Israelului, precum închiderea instituțiilor de educație palestiniene (lucru care a trimis și mai mulți tineri pe străzi) și publicarea listei colaboratorilor Shin Bet. Atentatele sinucigașe comise de militanți palestinieni au început pe 16 aprilie 1993, odată cu cel de la Mehola, executat în perioada de sfârșit a Intifadei.

## Națiunile Unite
Numărul mare al victimelor palestiniene a provocat condamnarea internațională. În rezoluții consecutive, inclusiv 607 și 608, Consiliul de Securitate al ONU a cerut Israelului încetarea deportării palestinienilor. În noiembrie 1988, Israelul a fost condamnat de marea majoritate a Adunării Generale a Națiunilor Unite pentru acțiunile sale de înăbușire a Intifadei. Rezoluția a fost reconfirmată și în anii următori.

### Consiliul de Securitate
Pe 17 februarie 1989, Consiliul de Securitate al ONU, a condamnat Israelul aproape în unanimitate, cu excepția notabilă a Statelor Unite, pentru ignorarea rezoluțiilor Consiliului și pentru nerespectarea celei de-a patra Convenții de la Geneva. Statele Unite s-au opus prin veto unui proiect de rezoluție mult mai dur. Pe 9 iunie, SUA s-au opus din nou prin veto unei alte rezoluții. Pe 7 noiembrie, Statele Unite au respins prin veto un al treilea proiect de rezoluție care condamna presupusele violări de către Israel ale drepturilor omului
Pe 14 octombrie 1990, Israelul a declarat deschis că nu se va supune Rezoluției 672, deoarece aceasta nu menționa atacurile împotriva credincioșilor evrei de la Zidul Plângerii. Israelul a refuzat să primească o delegație a Secretarului-General care urma să investigheze violența israeliană. Israelul a respins și Rezoluția 673 și a continuat să obstrucționeze investigațiile Națiunilor Unite.

## Urmări
Intifada a fost recunoscută drept una din ocaziile în care palestinienii au acționat unitar și independent de conducerea oficială sau de asistența acordată de statele arabe vecine.
Intifada a spulberat imaginea Ierusalimului ca oraș israelian unit. Acoperirea internațională a revoltei a fost fără precedent, iar răspunsul israelian a fost criticat în organismele media și în forurile internaționale.
Succesul Intifadei le-a oferit lui Arafat și adepților săi încrederea că trebuie să-și modifice programul politic: la întrunirea Consiliului Național Palestinian de la Alger, de la jumătatea lunii noiembrie 1988, Arafat a obținut majoritatea pentru decizia istorică de a recunoaște legitimitatea Israelului, de a accepta toate rezoluțiile ONU începând din 29 noiembrie 1947 și de a adopta principiul soluției celor două state.
În urma imensului val de sprijin popular pentru OEP, Iordania și-a întrerupt legăturile administrative și financiare cu Cisiordania. Eșecul politicii „pumnului de fier”, deteriorarea imaginii internaționale a Israelului, ruperea de către Iordania a relațiilor legale și administrative cu Cisiordania și recunoașterea de către Statele Unite a OEP ca unic reprezentant legitim al poporului palestinian l-au obligat pe Yitzhak Rabin să caute o încetare a violențelor prin negocieri și dialog cu OEP.
În sfera diplomatică, OEP s-a opus Războiului din Golf împotriva Irakului. După încetarea acestuia, OEP a fost izolată diplomatic, Kuweitul și Arabia Saudită au întrerupt ajutorul financiar, iar 300.000-400.000 de palestinieni au fugit sau au fost alungați din Kuweit în timpul și după război. Procesul diplomatic a condus la Conferința de la Madrid și la Acordurile de la Oslo.
Impactul Intifadei asupra sectorului israelian al serviciilor, inclusiv asupra importantei industrii israeliene a turismului, a fost extrem de negativ.